# 그라파산

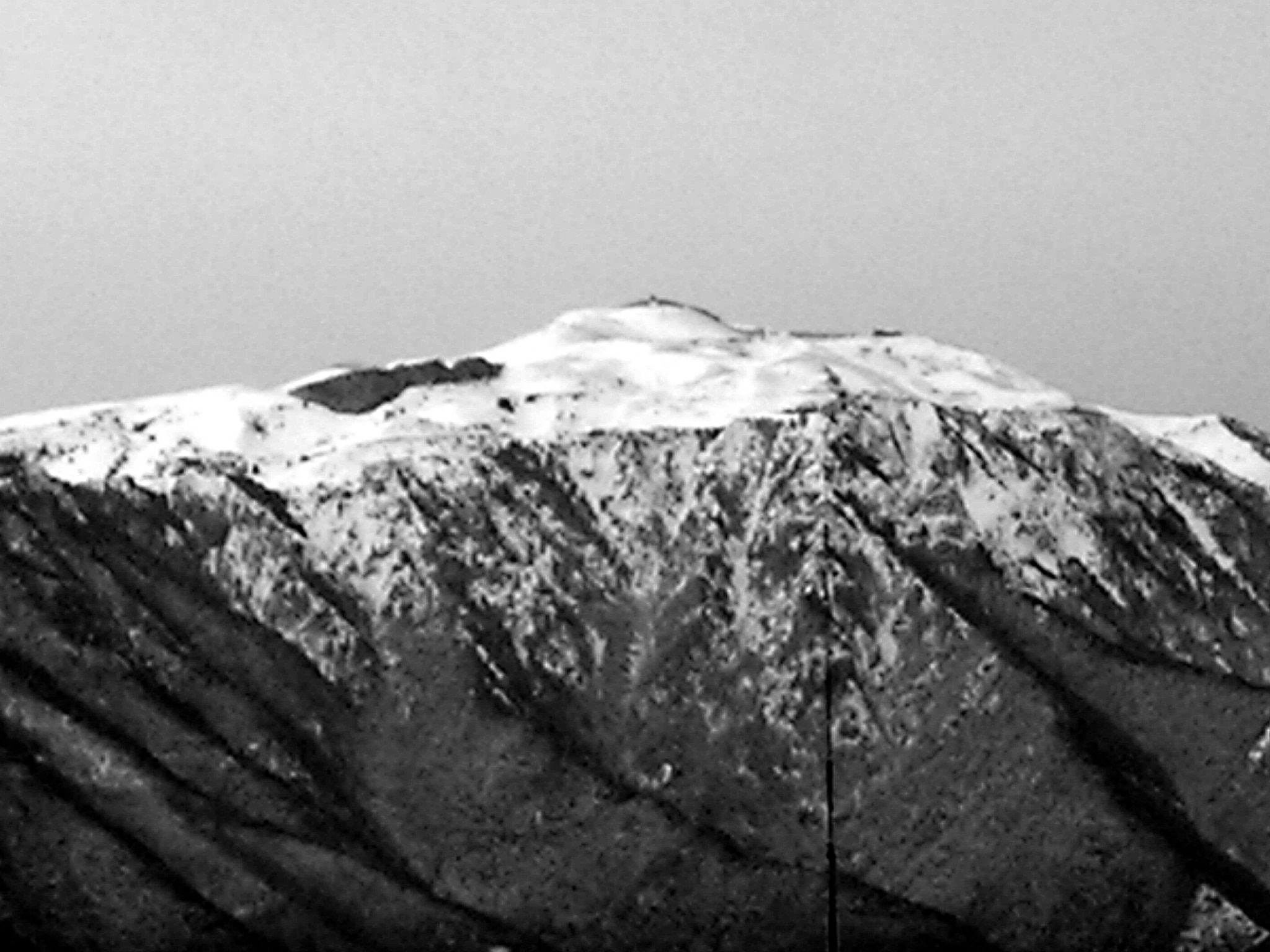
그라파산

그라파산(Monte Grappa)은 알프스산맥에 속하는 해발 1775m의 산이다. 비첸차현, 트레비소현, 벨루노현의 경계가 된다. 이름의 유래는 잘 알려져 있지 않지만, 알페 마드레(Alpe Madre, 알프스의 어머니)라고 했던 것으로 알려져 있다.